# Liste de lacs en Lettonie
La Lettonie compte 2 256 lacs d'une superficie de plus d'un hectare.
Par ordre décroissant, les plus étendus sont les suivants :
|     | Lac                | District                              | Superficie (km2) | Longueur (km) |
| --- | ------------------ | ------------------------------------- | ---------------- | ------------- |
| 1.  | Lac Lubāns         | districts de Madona et Rēzekne        | 80,70            | 15,6          |
| 2.  | Lac Rāzna          | district de Rēzekne                   | 57,56            | 12,1          |
| 3.  | Lac d'Engure       | districts de Talsi et Tukums          | 40,46            | 17,9          |
| 4.  | Lac de Burtnieki   | district de Valmiera                  | 40,07            | 13,3          |
| 5.  | Lac de Liepāja     | ville-district et district de Liepāja | 37,15            | 16,2          |
| 6.  | Lac d'Usma         | district de Ventspils                 | 34,69            | 13,5          |
| 7.  | Lac de Babīte      | district de Rīga                      | 25,56            | 14            |
| 8.  | Lac Rušons         | district de Krāslava                  | 23,73            | 13            |
| 9.  | Lac Sivers         | district de Krāslava                  | 17,59            | 8,1           |
| 10. | Lac Ķīšezers       | ville-district de Rīga                | 17,30            |               |
| 11. | Lac d'Alūksne      | district d'Alūksne                    | 15,43            | 6,6           |
| 12. | Lac Riču           | district de Daugavpils et Biélorussie | 12,83            | 5,8           |
| 13. | Lac Cirma          | district de Ludza                     | 12,61            |               |
| 14. | Lac de Pape        | district de Liepāja                   | 12,05            | 8,3           |
| 15. | Lac Kaņieris       | district de Tukums                    | 11,28            | 5,2           |
| 16. | Lac Ežezers        | district de Krāslava                  | 9,88             | 8,2           |
| 17. | Grand lac de Ludza | district de Ludza                     | 8,46             | 7,0           |
| 18. | Lac Alauksts       | district de Cēsis                     | 7,75             | 4,8           |
| 19. | Lac de Saukas      | district de Jēkabpils                 | 7,71             | 6,2           |
| 20. | Lac Drīdzis        | district de Krāslava                  | 7,53             | 9,8           |

Par ordre décroissant, les plus profonds sont les suivants :
|    | Lac                        | District                              | Profondeur (m) |
| -- | -------------------------- | ------------------------------------- | -------------- |
| 1  | Lac Drīdzis                | district de Krāslava                  | 66,2           |
| 2  | Lac Garais                 | district de Krāslava                  | 56,0           |
| 3  | Grand lac Gusena           | district de Krāslava                  | 56,0           |
| 4  | Lac Riču                   | district de Daugavpils et Biélorussie | 51,9           |
| 5  | Lac de retenue de Pļaviņas | district d'Aizkraukle                 | 47,0           |
| 6  | Lac de Geraņimova Ilza     | district de Krāslava                  | 46,0           |
| 7  | Lac Ormijas                | district de Krāslava                  | 43,0           |
| 8  | Lac Ojatu                  | district de Krāslava                  | 40,5           |
| 9  | Lac Ušurs                  | district de Gulbene                   | 40,0           |
| 10 | Lac de Svente              | district de Daugavpils                | 38,0           |
| 11 | Lac de retenue Cirišs      | district de Preiļi                    | 36,5           |
| 12 | Lac Ērkulis                | district de Kuldīga                   | 36,0           |
| 13 | Lac Viešūrs                | district de Madona                    | 35,0           |
| 14 | Lac Raipals                | district d'Alūksne                    | 35,0           |
| 15 | Lac de Leja                | district de Krāslava                  | 34,0           |
| 16 | Lac de Puze                | district de Ventspils                 | 33,6           |
| 17 | Lac Jazinkas               |                                       | 33,0           |
| 18 | Grand lac de Subate        | district de Daugavpils                | 32,1           |
| 19 | Dziļezers                  | district de Limbaži                   | 32,1           |
| 20 | Lac de Briģene             | district de Daugavpils                | 32,0           |